# Mumbles
Mumbles (ook The Mumbles, Welsh:Y Mwmbwls) is een plaats in Wales, in het bestuurlijke graafschap Swansea en in het ceremoniële behouden graafschap West Glamorgan.
De naam Mumbles is mogelijk afgeleid van het Franse mamelles ("borsten"), vanwege de twee kleine eilandjes voor de kust. Op een van de eilandjes staat de vuurtoren van Mumbles. In het dorp staat de ruïne van kasteel Oystermouth.

## Bekende inwoners
- Iris Gower werd geboren in Mumbles
- Ian Hislop werd geboren in Mumbles
- Bonnie Tyler woont in Mumbles
- Catherine Zeta-Jones werd geboren in Swansea, maar groeide op in Mumbles

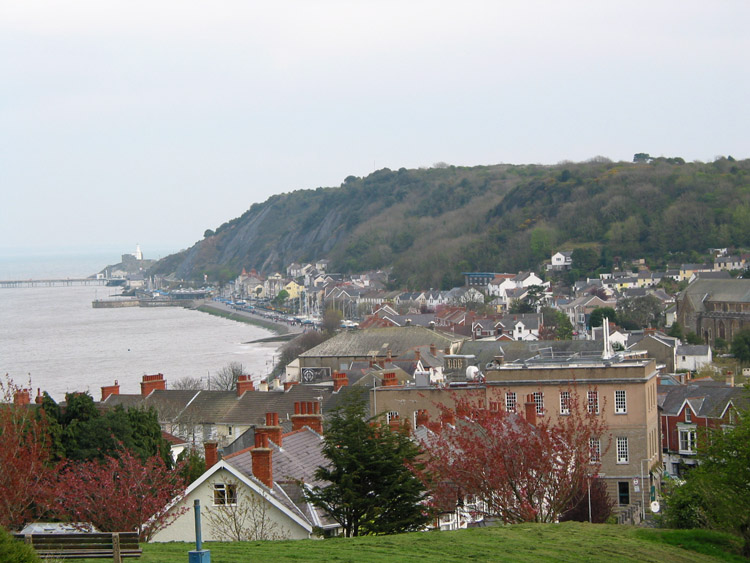
Uitzicht op Mumbles